# Diplôme d'études universitaires générales en sciences et technologies
Pour les articles homonymes, voir Diplôme d'études.
En France, le Diplôme d'études universitaires générales Sciences et Technologies  est le premier diplôme universitaire (bac+2) dans les études scientifiques.

## Historique

### Le DEUG de 1993 à 1997
Pendant cette période, ce DEUG existait sous deux domaines : 

#### Le DEUG Technologie industrielle
Deux mentions étaient proposées :
- génie des systèmes;
- génie des procédés.

#### Le DEUG Sciences
Cinq mentions étaient proposées :
- mathématiques, informatique et applications aux sciences (MIAS);
- sciences de la matière (SM);
- sciences de la Terre;
- sciences de la vie;
- mathématiques appliquées et sciences sociales (MASS).

### Le DEUG de 1997 à l'application de la réforme LMD
À partir de la rentrée 1997 le DEUG n'eut qu'un seul domaine : sciences et technologies.
Six mentions étaient proposées:
- Mathématiques, informatique et applications aux sciences ;
- Sciences de la matière ;
- Sciences et technologies pour l'ingénieur ;
- Sciences de la Terre et de l'Univers ;
- Sciences de la vie ;
- Mathématiques appliquées et sciences sociales.

### Le DEUG depuis l'application de la réforme LMD
Le DEUG est un diplôme intermédiaire de la licence dont les intitulés ne sont plus fixés nationalement. Toutefois la plupart des universités ont repris le domaine « Sciences et Technologies ». Les mentions du DEUG sont celles de la licence correspondante (ainsi, il n'y a plus de DEUG MIAS mais un DEUG mathématiques et un DEUG informatique).